# Villa karooensis
Villa karooensis är en tvåvingeart som beskrevs av Hesse 1956. Villa karooensis ingår i släktet Villa och familjen svävflugor. Inga underarter finns listade i Catalogue of Life.